# Bullerbach (Südaue)
Der Bullerbach ist ein etwa 8,4 Kilometer langer, orographisch linker und südwestlicher Zufluss der Südaue bei Nordgoltern in der Stadt Barsinghausen in der Region Hannover in Niedersachsen.

## Geographie
Der Bullerbach entsteht westlich von Barsinghausen im Deister am Nordhang des Großen Halses. Er vereint einige kleine Gewässer und fließt in nordöstliche Richtung zum Ortsrand des unmittelbar am Deister gelegenen Stadtteils Barsinghausen. Den Nordwesten des Ortes und darin die Landesstraßen L 391 und L 392 sowie die Trasse der Deisterbahn quert er abschnittsweise verrohrt. Am Nordrand trennt der Bullerbach das Bahlsenwerk vom benachbarten Gewerbegebiet und erreicht dann die Feldmark. Die Grimmsmühle liegt danach links am Bach. Kurz danach mündet ein dem früheren Mittellauf des Fuchsbachs folgender Graben in den Bullerbach, der kurz darauf den mit einem Gedenkstein und einer Schutzhütte markierten geographischen Mittelpunkt Barsinghausens passiert. Südwestlich von Großgoltern mündet von Süden der Reitbach in den Bullerbach. Vor den Gewässerregulierungen im 20. Jahrhundert war dies die Mündung des Fuchsbachs. Der Bullerbach fließt erst am Westrand von Großgoltern und quert an der Grenze zu Nordgoltern die Kreisstraße K241. Im Nordosten des Freibads Großgoltern mündet der Bullerbach in die Südaue. Nur die unteren etwa 4,8 Kilometer des Bachverlaufs ab der Querung der Deisterbahn und der L392 fallen in die Zuständigkeit des zuständigen Gewässerunterhaltungsverbands.

## Geschichte
Im 19. Jahrhundert wurde aus mehreren Stollen und Schächten im Bullerbachtal Wealdenkohle gefördert. Später verlagerte sich die Förderung zum Klosterstollen Barsinghausen und den dortigen Schächten. Der Bullerbachschacht wurde noch bis 1930 als Wetterschacht genutzt. Die Bergwerksbauten wurden abgerissen.

## Umwelt
Der Bullerbach verläuft im Deister im Landschaftsschutzgebiet LSG-H 23 Norddeister. Er entspricht hier dem Gewässertyp „feinmaterialreiche silikatische Mittelgebirgsbäche“ (Typ 5.1).
Der mittlere Abschnitt verläuft zunächst innerorts und danach von gelegentlichen Gehölzabschnitten gesäumt in der aufgeräumten Agrarlandschaft.
Die letzten etwa 200 m vor der Mündung in die Südaue liegen im Landschaftsschutzgebiet LSG-H 25 Benther Berg – Südaue.

### Wasserqualität
Die Wasserqualität des Oberlaufs des Bullerbachs ist in der Güteklasse I eingeordnet. Die geringe Wasserführung in den Sommermonaten erschwert hier eine Bewertung nach dem Saprobiensystem.
Unterhalb des besiedelten Bereichs von Barsinghausen ist dies auf Güteklasse II-III reduziert.

## Sehenswürdigkeiten und Bauwerke
Am Waldrand des Deisters liegt im Bullerbachtal das auch als Restaurant betriebene Naturfreundehaus Barsinghausen. Hier ist der Ausgangspunkt eines in den Deister führenden Waldlehrpfads sowie einer von mehreren Routen des Kohlepfades, die zu Spuren des Bergbaus in der Gegend führt.
Im Süden der Gemarkung Großgoltern ist am Bullerbach noch das als Baudenkmal geschützte Gebäude der 1681 erbauten und bis 1956 betriebenen Wassermühle Grimmsmühle erhalten.
Die von mit dem Bullerbach verbundenen Wassergräben umgebenen Rittergüter in Großgoltern und Nordgoltern sind als Baudenkmale geschützt. Die als Naturdenkmal geschützte Kastanienallee westlich des Gutes Großgoltern quert den Bullerbach.
Beim Unterlauf des Bullerbachs in den Stadtteilen Großgoltern und Nordgoltern liegen an der Kreisstraße zwei Ehrenmale und das einzige verblieben Freibad Barsinghausens. Das ebenfalls am Bullerbach gelegene Freibad im Stadtteil Barsinghausen wurde in den 1990er Jahren geschlossen und später durch einen Supermarkt ersetzt.

Ansichten entlang des Bullerbachs
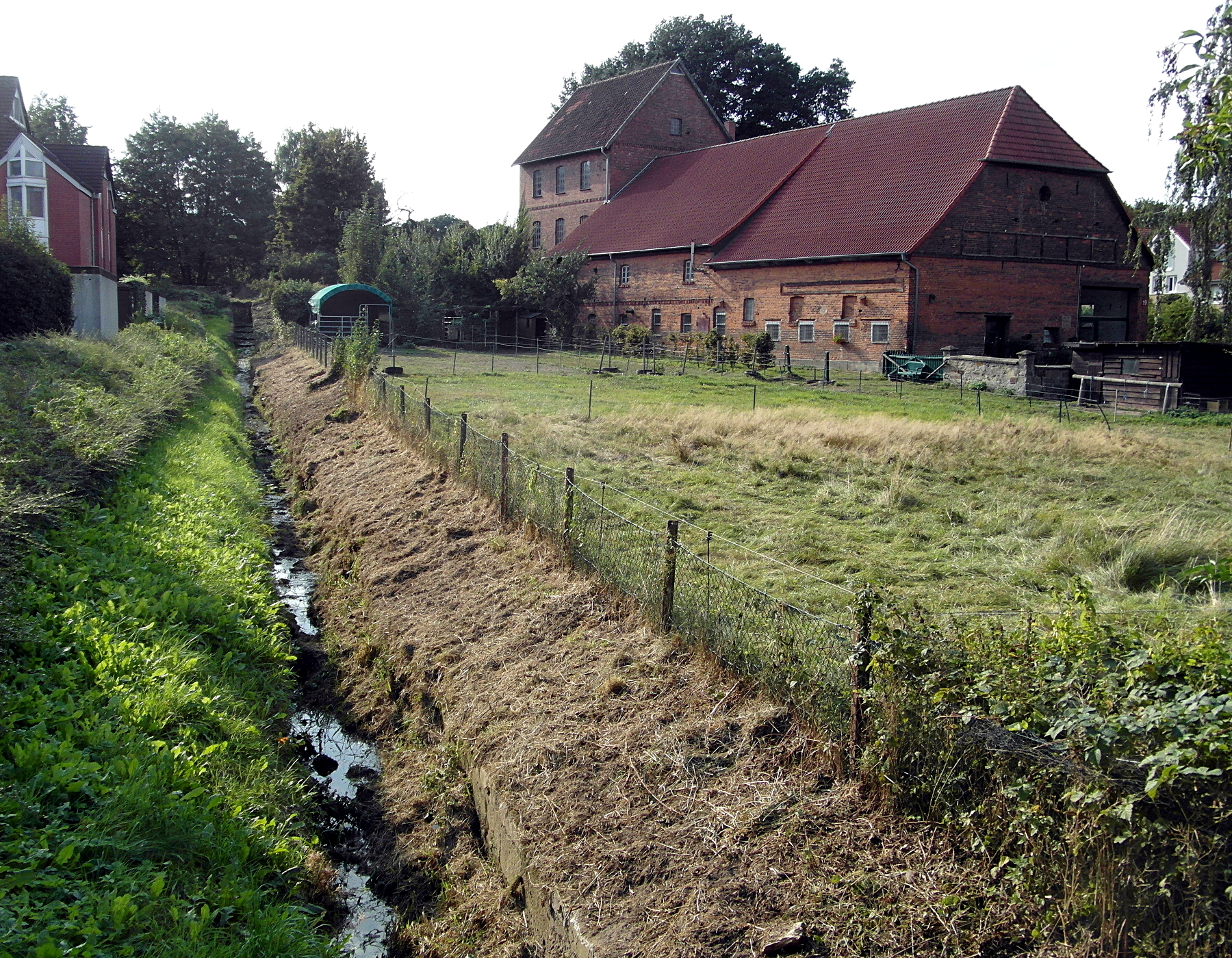
Der Bullerbach durchquert Barsinghausen
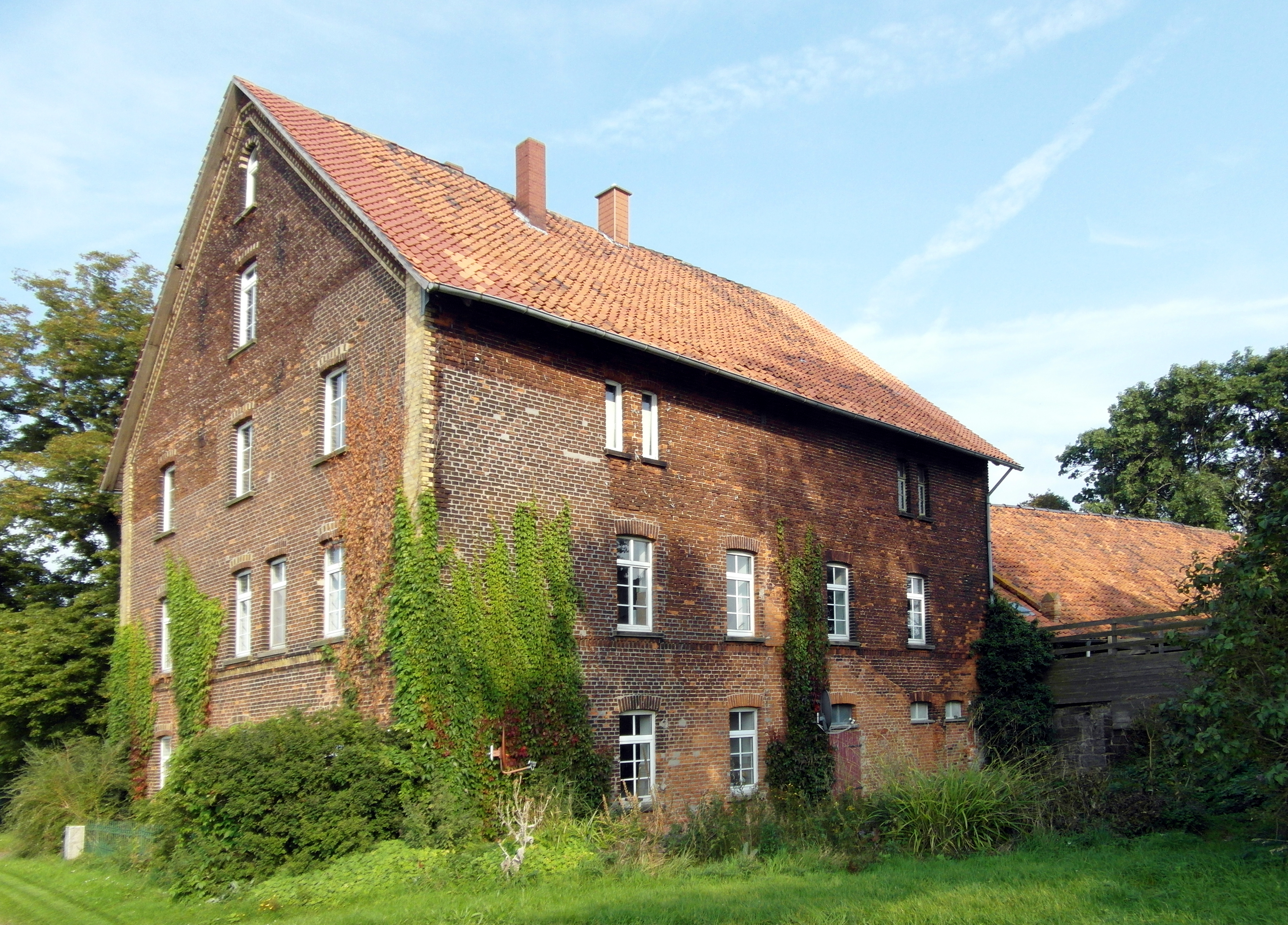
Grimmsmühle
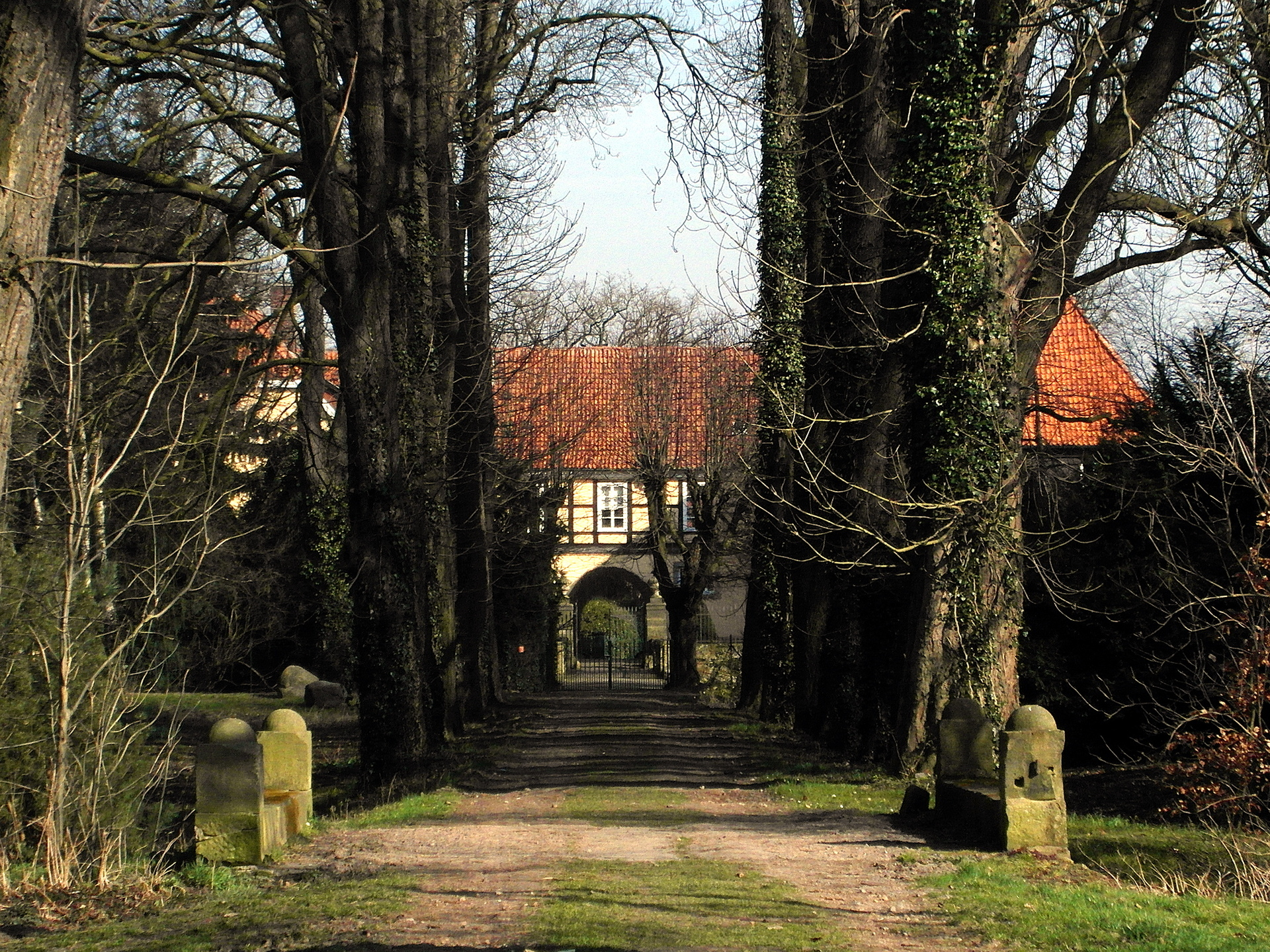
Brücke der Kastanienallee über den Bullerbach beim Gut Großgoltern